# Kino ekstremalne
Kino ekstremalne – kinematografia wyróżniająca się użyciem nadmiernej przemocy, tortur i seksu o charakterze ekstremalnym. Rosnąca popularność azjatyckich filmów w XXI wieku przyczyniła się do rozwoju kina ekstremalnego, choć kino ekstremalne nadal uważane jest za kultowy gatunek. Będąc stosunkowo nowym gatunkiem, kino ekstremalne jest kontrowersyjne i szeroko nieakceptowane przez media głównego nurtu. Filmy ekstremalne skierowane są do określonej oraz małej publiczności.

## Historia
Prehistoria kina ekstremalnego wywodzi się z cenzury filmów artystycznych i taktyk reklamowych dla klasycznego kina eksploatacji na rynkach anglojęzycznych, wraz z późniejszymi liberalnymi przedstawieniami seksu w pierwszej połowie XX wieku i późniejszych latach.
Nazwa „kino ekstremalne” pochodzi od „linii filmów azjatyckich, które łączą w sobie kombinację sensacyjnych cech, takich jak ekstremalna przemoc, horror i szokujące wątki”.

## Kontrowersje
Kino ekstremalne jest bardzo krytykowane i dyskutowane przez krytyków filmowych i publiczność. Toczyły się debaty na temat hiperseksualizacji, która sprawia, że filmy te stanowią zagrożenie dla standardów społeczności „głównego nurtu”.
Krytykowano również coraz częstsze stosowanie przemocy we współczesnych filmach. Od czasu pojawienia się filmów slasher-gore w latach 70. XX wieku rosnąca popularność kina ekstremalnego przyczyniła się do przypadkowej przemocy w popularnych mediach. Niektórzy krytykują łatwą ekspozycję i niezamierzone ukierunkowanie na wiek dojrzewania przez ekstremalne filmy kinowe.